# Pajulahti
Pajulahti är en sjö i Finland. Den ligger i kommunen Lumijoki i landskapet Norra Österbotten, i den centrala delen av landet, 500 km norr om huvudstaden Helsingfors. Pajulahti ligger 9 meter över havet. Arean är 5 hektar och strandlinjen är 1 kilometer lång. Sjön  ingår i Bottenvikens kustområde. 